# كارنيفال هورايزن
كارنيفال هورايزن (بالإنجليزية: Carnival Horizon)‏ هي سفينة سياحية من أسطول شركة كارنيفال للرحلات البحرية. ودخلت في الخدمة في عام 2017.

## نبذة
نم التعاقد بين كارنيفال كوربرايشن وفينكانتييري في 19 ديسمبر 2014 على طلب جديد لسفينة ثانية من فئة فيسنا مصممة بشكل مشابه لشقيقتها السفينة كارنيفال فييستا ، مما يجعلها السفينة رقم 26 في الأسطول.  في 29 يوليو 2016 ، أعلنت كارنيفال اسم سفينتها من فئة فييستا بإطلاق اسم كارنيفال هورايزن.  استغرق بناء السفينة 30 شهرًا، بدءا باحتفال قطع الفولاذ في مارس 2015 وصولا إلى التجارب البحرية في نوفمبر 2017. ثم التسليم والتعميد في 28 مارس 2018.  قامت كوين لطيفة عرابة كرنيفال هورايزون بتعميد السفينة في 23 مايو 2018 بعد رحلة لمدة 14 يومًا لعبور الأطلسي وصولا إلى مدينة نيويورك.
في 2 أبريل 2018 انطلقت كرنفال هورايزون في رحلتها الأولى من برشلونة عبر البحر الأبيض المتوسط لمدة 13 يومًا إلى موانئ إيطاليا وكرواتيا واليونان ومالطا.  واصلت السفينة سلسلة من الرحلات البحرية لفترة قصيرة في البحر الأبيض المتوسط قبل إعادة تموضعها إلى مدينة نيويورك  ومن نيويورك نشطت في رحلات بحرية إلى منطقة البحر الكاريبي وبرمودا قبل أن تنتقل إلى ميامي في سبتمبر ، حيث تقدم رحلات بحرية على مدار العام لمدة ست ليالٍ إلى سواحل غرب الكاريبي ورحلات بحرية لمدة ثماني ليالٍ إلى شرق وجنوب الكاريبي.

## روابط خارجية
- الموقع الرسمي